# Remigio Herrera

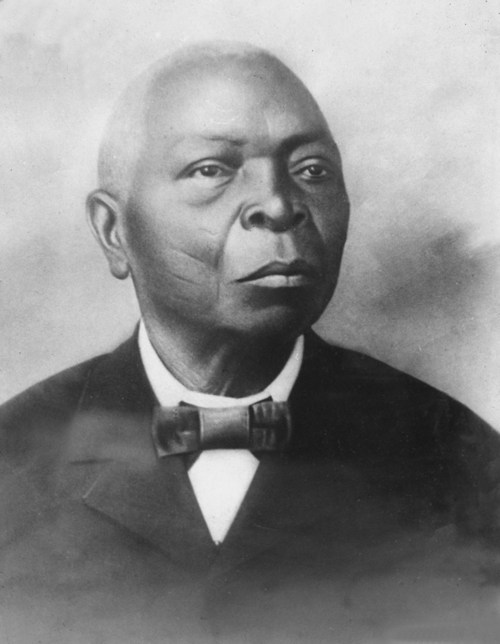
Ño Remigio Herrera Adeshina Obara Meyi fotografiado en 1891. Única fotografía existente de un sacerdote de Ifá de la diáspora nacido en África.

Ño Remigio Herrera Adeshina Obara Meyi (Ife Nigeria), 1811-1816 - La Habana, 27 de enero de 1905) fue un babalawo (sacerdote yoruba) reconocido por ser, junto a su mentor Ño Carlos Adé Bí (Corona que da el nacimiento), el principal continuador del sistema religioso de Ifá en América.
«Ño», sinónimo de señor, fue un trato de distinción, respeto y cariño otorgado en Cuba a los ancianos nativos de África.

## Primeros años
De acuerdo con los certificados de bautismo de la iglesia parroquial de Nueva Paz, "Remigio Lucumí" fue bautizado en 1833. Los historiadores afirman que los africanos eran frecuentemente sujetos a tres años de "preparación" para el bautismo, entre los que se incluían aprender suficiente español como para llevar a cabo el catecúmeno requerido para el bautismo. Por lo cual, el año probable del arribo de Adeshina (Corona que hace fuego) a Cuba fue 1830.
Poco antes de ser atrapado por sus captores en África, y ante la inminencia de su futura esclavitud, Adeshina rápidamente se tragó el fundamento representativo del orisha Orula u Orunmila de manera de poder llevarlo con él a su nuevo destino. Esta decisión ingeniosa, y muestra de la inteligencia que sus compradores en tierra americana posteriormente reconocerían en él, constituye la línea fundamental de la continuidad histórica y religiosa del Ifá de la diáspora con su fuente africana.
Ño Remigio Herrera fue llevado a Matanzas como esclavo, y allí fue reconocido por su inteligencia y fue enviado a La Habana para atender unos negocios de su amo. En Regla, Adeshina cultivó buenas relaciones con el español dueño de una bodega, y conoció a Ño Carlos Adé Bí, liberto, hombre duro que había sido el mayordomo y confidente personal de un español. Carlos Adé Bí no solo actuó en principio como mentor de Ifá de Adeshina, sino que también reunió posteriormente los recursos financieros para pagar el precio de su manumisión alrededor de 1850.
Ño Carlos Adé Bí Ojuani Boká fue un sacerdote de Ifá muy hábil e ingenioso que negoció de forma inusual su libertad ante su amo español, al usar sus destrezas con el uso del instrumento de adivinación de Ifá, okpele o ekuele. Ganó su libertad después de impresionar de forma positiva a dos huéspedes españoles de su amo, quienes convencidos de la sobresaliente inteligencia de Ño Carlos, le habían apostado que si adivinaba para ellos con precisión, comprarían su libertad ante su amo, a quien consideraban particularmente insensible frente a los « talentos especiales de los esclavos ». Ño Carlos adivinó con exactitud fabricando un okpele de conchas circulares de naranjas y ramas de una vid, y los españoles evitaron una caída precipitada de negocios y salvaron sus fortunas.
Hábilmente, y utilizando sus valiosas relaciones, ambos tomaron ventaja de la seguridad que la bodega les ofrecía, y usaron el cuarto trasero para "lavar" ritualmente, o "reconsagrar" el fundamento representativo del orisha Orula u Orunmila que el joven Adeshina se había tragado en tierra yoruba y había defecado posteriormente en el barco que lo había transportado junto a otros esclavos.
A pesar del entrenamiento de Ifá que Adeshina Obara Meyi había recibido en tierra yoruba, Ño Carlos Adé Bí se convirtió en su "padrino" representativo en suelo cubano, y juntos conformaron una serie de relaciones interraciales e interclasistas a fin de asegurar el cuarto trasero de la bodega como espacio ritual, en un momento en el que los recursos sagrados lucumí, sus templos y sus seguidores no constituían todavía una masa crítica, una población importante en La Habana, hacia la segunda mitad de la década de 1830.

## Un hombre de recursos
Una vez comprada su libertad, Adeshina comenzó a relacionarse en la sociedad urbana de Cuba con creciente fuerza y éxito. 
A mediados de la década de 1860, Adeshina vivía en Regla, como lo indican los nacimientos de su hija Josefa Herrera (Pepa Eshu Bí) en 1864 y su hijo Teodoro Herrera en 1866, según se desprende de los documentos de bautizo de ambos. Ahí fundó el Cabildo de Yemayá junto a Ño Filomeno García "Atandá", Ño Juan "el cojo" Aña Bí y su futura esposa. Antes de eso, con toda seguridad había vivido en Matanzas, en donde había conocido a su futura esposa. Esta época marcó el inicio de la vida de Adeshina como un hombre de medios, capaz de apoyar y de albergar al cabildo, primero ubicado en su casa, y posteriormente en un terreno de la Calle Morales. 
Que posteriormente se convirtiera en dueño de propiedades, albañil y hombre de conexiones e influencia lo sugieren los documentos del censo de 1881. Para la fecha, él aparece junto a una lista extendida de familiares cercanos como residenciado en su propia casa ubicada en la Calle San Ciprián, posteriormente llamada Calle Fresneda. En dicho censo, aparece que el año de nacimiento de Adeshina fue en 1811.
Una serie de documentos del año 1900 muestran el significativo precio de su casa, así como de otra propiedad. La casa fue valorada en 115.000 pesos de oro español, y también percibía ingresos por alquiler de otras propiedades por seis pesos de plata mensualmente. Adeshina también era propietario de otro terreno sin ocupar en la Calle Morales (posteriormente renombrada como Calle Perdomo) valorado en 300 pesos de oro. Su posición económicamente independiente la sugiere el hecho de que no tuviera hipotecario, tal y como se observa en los folios 492, n.º 32, 12 de noviembre de 1900; y n.º 1600  del Ayuntamiento de Regla, Provincia de La Habana, relacionado con fincas urbanas.
De la misma manera, indicio de que Adeshina tenía significativas conexiones sociales entre la elite de Regla es quiénes fueron los testigos y el padrino de su matrimonio realizado el 26 de octubre de 1891 con la liberta de Matanzas Francisca Burlet: un hombre blanco de negocios, un magistrado, un farmacéutico y un mayordomo. En el certificado de matrimonio, aparece como su fecha de nacimiento 1816.

## La fotografía de su matrimonio y años finales de vida
La estatura espiritual y el carácter radiante de Adeshina fue reflejado en el retrato fotográfico oval, probablemente tomado con motivo de su matrimonio en 1891. Es la única fotografía existente de un babalawo de la época nativo de África. Aparece vestido de traje y corbata a la usanza occidental, de cabellos blancos, y con tres cicatrizaciones faciales yoruba en cada cachete. La fotografía fue tomada en una época en la que difícilmente un africano sería inmortalizado en un retrato, ya que eran discriminados a ser solo "relleno"  en fotografías como fondos de paisajes, o motivo de una toma fotográfica en literatura antropológica.
Su intención de inmortalizarse, vestido perfectamente según las convenciones de finales del siglo XIX, muy probablemente se debió a  que la fotografía tendría una audiencia mayor a sus colegas religiosos, ahijados o descendientes religiosos, y familia en general. Las versiones de medios tonos de la fotografía sugieren que el retrato de Adeshina fue reproducido en la prensa. Con ello, Adeshina Obara Meyi se inscribía a sí mismo en los índices de representación de su estatus social, y a la vez, como una figura para la posteridad.
Desde el momento de su muerte, ocurrida en 1905, Adeshina se convirtió en un ancestro respetado y venerado, presente en los hogares de sus descendientes, y en lugares rituales a lo largo de toda Cuba. Alrededor de 1980, la presencia africana en Regla fue simbolizada con la colocación de su retrato en la entrada del Museo de Regla.

## Ño Remigio Herrera entre la gente
Remigio Herrera fue tan venerado en Regla, que cuando la gente se reunía con él en la calle, hacían una genuflexión ante él y besaban su mano. Un día en el pueblo pesquero de Regla, La Habana, donde había establecido una gran familia, una mujer vino a él con lágrimas de desesperación: "mi marido ha ido en un barco y no sé si alguna vez volver." Tenía muchísimos días sin saber de su esposo. 
Ño Remigio movido a conmiseración por la señora, se fue hasta su tablero de Ifá, hizo una serie de rezos y signos en el polvo de Orula, luego tomó a la mujer y fueron hasta los muelles.
En el sitio, Ño Remigio hizo una serie de oraciones litúrgicas, y sopló el polvo hacia el océano. En el siguiente barco que navegaba en el gran puerto de Regla estaba su marido. Había regresado.